# كريستيان ديميتروف
كريستيان ديميتروف (بالبلغارية: Кристиан Димитров)‏ (27 فبراير 1997 في بلغاريا - ) هو لاعب كرة قدم بلغاري في مركز الدفاع. لعب مع نادي بوتيف بلوفديف.

## وصلات خارجية
- كريستيان ديميتروف على موقع الاتحاد الأوربي (الإنجليزية)
- كريستيان ديميتروف على موقع قاعدة بيانات كرة القدم.إي يو (الإنجليزية)
- كريستيان ديميتروف على موقع ناشيونال فوتبول تيمز (الإنجليزية)
- كريستيان ديميتروف على موقع Soccerway.com (الإنجليزية)
- كريستيان ديميتروف على موقع عالم كرة القدم.نت (الإنجليزية)